# D6-VTR
D6-VTRは放送用コンポーネント方式デジタルVTR規格である。D2-VTR規格をベースに、東芝とBTS（フィリップスとの合弁放送機器メーカー、その後フランスのThomsonに買収され現在はThomson Grass Valleyが継承）が共同開発した。3/4インチメタルカセットテープを使用。HDコンポーネントの輝度信号を74.25MHz、2つの色差信号をそれぞれ37.125MHzでサンプリングした信号を非圧縮で記録可能。オープンリールのHDデジタル1インチVTRに比べ記録密度が高くエラーレートが低い。東芝製GBR-1080などはオプション（プロセッサー）を追加することにより、マルチフォーマットデコーダとして利用できる。
NHK、大手プロダクション等で採用実績があるが、非常に高価なVTRシステムであるため一般的な番組制作では利用されていない。放送技術研究用や3DハイビジョンのVTRとして利用に限られている。近年では放送用VTRとしてだけではなく、大容量かつ高レートである特性をいかし科学技術計算に用いるコンピュータの記憶システムとしても利用され始めている。